# Lea Mornar
Lea Mornar (* 9. November 1972 in Split, SFR Jugoslawien) ist eine kroatische Schauspielerin und Model.

## Leben
Mornar wuchs in Split auf. 1991 musste sie ihr Heimatland verlassen und lebte bis 1995 in Rom. Dort begann sie eine erfolgreiche Model-Karriere, die sie über Paris und London nach München führte. Erste Filmerfahrungen sammelte Lea Mornar durch Auftritte in Video-Clips von Suede und den Toten Hosen (Bonnie & Clyde vom Album Opium fürs Volk). Eine erste Hauptrolle spielte sie 1998 in Detlev Bucks Film Liebe deine Nächste!. Ihre Darstellung der Josefine brachte ihr Platz drei bei der Verleihung des New Faces Award 1999 ein. Es folgten weitere Rollen in internationalen Film- und Kinoproduktionen. Außerdem spielte sie verschiedene Rollen in deutschsprachigen Fernsehproduktionen, unter anderem in Polizeiruf 110 und SOKO Stuttgart.

## Filmografie
- 1998: Liebe deine Nächste!
- 1999: Zoe
- 2000: Stunde des Wolfs (TV-Film)
- 2000: Im Club der Millionäre (TV-Film)
- 2001: Marie muß rennen…
- 2001: Nobel
- 2003: SOKO Kitzbühel – Lockvogel
- 2004: Such mich nicht
- 2005: Polizeiruf 110 – Dettmanns weite Welt
- 2006: Sieh zu, dass du Land gewinnst
- 2007: Große Lügen!
- 2009: Pagan Queen – Die Königin der Barbaren (The Pagan Queen)
- 2012: Mord in Ludwigslust (TV-Film)
- 2013:  Kommissar Stolberg – Die Frankenberg-Protokolle
- 2020: SOKO Stuttgart – Hotel Futuro
- 2021: Katakomben (Fernsehserie)
- 2022: Tatort: Spur des Blutes (Fernsehreihe)
- 2024: SOKO Leipzig: All-In (Fernsehserie)